# Place de la Constitution (Bucarest)
Pour les articles homonymes, voir Place de la Constitution.
 (décembre 2023).
Si vous disposez d'ouvrages ou d'articles de référence ou si vous connaissez des sites web de qualité traitant du thème abordé ici, merci de compléter l'article en donnant les références utiles à sa vérifiabilité et en les liant à la section « Notes et références ».
La place de la Constitution (en roumain : Piața Constituției), également connue en tant que place du Palais, est une des plus grandes places du centre de Bucarest en Roumanie.

## Situation
La place de forme demi-circulaire est bordée à l'ouest par le boulevard de la Liberté sur lequel s'élève le palais du Parlement, le plus grand bâtiment en Europe. À l'est, s'ouvre le boulevard de l'Union qui relie la place de la Constitution à celles de l'Union et d'Alba Iulia.